# Brama Burgundzka
Brama Burgundzka (fr. Trouée de Belfort – Brama Belfortu; niem. Burgundische Pforte) – obniżenie między Wogezami a górami Jura, we Francji. Łączy rów Rodanu na południowym zachodzie z rowem górnego Renu na północnym wschodzie. Wysokość waha się od 345 m w najniższym punkcie do ok. 400 m. W poprzek obniżenia przebiega główny wododział europejski, przecięty obecnie kanałem Rodan-Ren, linią kolejową i autostradą Paryż-Bazylea.

## Historia
Te wrota do Francji bronione były przez twierdzę Belfort.
Jest to jeden z rejonów umocnień Linii Maginota.